# 대한민국의 리 목록 (파)
다음은 대한민국의 리 목록이다. 이 목록은 법정리 기준으로만 작성되었다.

## 파
| 리명   | 소재지 |
| ------ | --- |
| 파계리 | 경상북도 영천시 고경면 |
| 파도리 | 충청남도 태안군 소원면 전라남도 구례군 토지면 |
| 파랑리 | 충청북도 단양군 적성면 |
| 파산리 | 전북특별자치도 부안군 줄포면 전라남도 강진군 군동면 경상북도 구미시 고아읍 |
| 파서리 | 경상남도 밀양시 하남읍 |
| 파수리 | 경상남도 함안군 함안면 |
| 파전리 | 대구광역시 군위군 의흥면 |
| 파주리 | 경기도 파주시 파주읍 |
| 파지리 | 경상북도 영주시 장수면 |
| 파천리 | 경상북도 김천시 부항면 |
| 파초리 | 충청남도 금산군 금성면 |
| 파포리 | 강원특별자치도 화천군 상서면 |
| 판곡리 | 경상북도 상주시 화동면 경상남도 고성군 삼산면 경상남도 밀양시 무안면 |
| 판교리 | 강원특별자치도 강릉시 사천면 충청남도 서천군 판교면 충청남도 홍성군 서부면 전라남도 순천시 서면 |
| 판대리 | 강원특별자치도 원주시 지정면 |
| 판문리 | 강원특별자치도 삼척시 하장면 |
| 판부리 | 경기도 연천군 장남면 |
| 판수리 | 충청북도 옥천군 청산면 |
| 판운리 | 강원특별자치도 영월군 주천면 |
| 판장리 | 충청북도 보은군 회남면 |
| 판정리 | 충청남도 천안시 서북구 직산읍 전북특별자치도 고창군 성송면 |
| 판촌리 | 전라남도 나주시 다도면 |
| 판포리 | 제주특별자치도 제주시 한경면 |
| 팔괘리 | 충청남도 홍성군 홍동면 |
| 팔괴리 | 강원특별자치도 영월군 영월읍 |
| 팔당리 | 경기도 남양주시 와부읍 |
| 팔등리 | 경상북도 의성군 단밀면 |
| 팔랑리 | 강원특별자치도 양구군 동면 |
| 팔미리 | 강원특별자치도 춘천시 신동면 |
| 팔봉리 | 강원특별자치도 홍천군 서면 충청북도 청주시 서원구 남이면 |
| 팔산리 | 전라남도 해남군 옥천면 경상북도 고령군 운수면 경상남도 합천군 용주면 |
| 팔선리 | 전북특별자치도 정읍시 이평면 |
| 팔성리 | 충청북도 음성군 생극면 경상북도 의성군 의성읍 |
| 팔송리 | 충청북도 제천시 봉양읍 |
| 팔심리 | 경상남도 합천군 묘산면 |
| 팔야리 | 경기도 남양주시 진접읍 |
| 팔영리 | 경상북도 문경시 문경읍 |
| 팔조리 | 경상북도 경주시 감포읍 경상북도 청도군 이서면 |
| 팔중리 | 충청남도 서산시 운산면 |
| 팔충리 | 충청남도 부여군 충화면 |
| 팔현리 | 경기도 남양주시 오남읍 |
| 팽진리 | 전라남도 신안군 장산면 |
| 평리   | 울산광역시 울주군 언양읍 경기도 화성시 향남읍 충청남도 보령시 웅천읍 충청남도 서산시 성연면 세종특별자치시 조치원읍 전라남도 강진군 작천면 전라남도 곡성군 목사동면 전라남도 화순군 도곡면 전라남도 화순군 한천면 경상남도 남해군 남해읍 |
| 평각리 | 충청북도 보은군 탄부면 |
| 평계리 | 충청북도 옥천군 이원면 |
| 평곡리 | 충청북도 음성군 음성읍 |
| 평교리 | 전북특별자치도 부안군 백산면 |
| 평구리 | 경상남도 합천군 쌍백면 |
| 평궁리 | 경기도 평택시 팽성읍 |
| 평기리 | 세종특별자치시 장군면 전라남도 강진군 작천면 경상북도 경산시 남산면 |
| 평남리 | 전북특별자치도 순창군 적성면 |
| 평단리 | 충청북도 괴산군 청천면 |
| 평대리 | 제주특별자치도 제주시 구좌읍 |
| 평동리 | 충청북도 단양군 매포읍 충청북도 제천시 백운면 전라남도 강진군 강진읍 전라남도 해남군 해남읍 |
| 평라리 | 충청남도 보령시 미산면 |
| 평령리 | 전북특별자치도 정읍시 이평면 |
| 평리리 | 경상북도 고령군 다산면 |
| 평림리 | 경상북도 의성군 다인면 경상남도 함안군 대산면 |
| 평목리 | 충청남도 공주시 우성면 |
| 평복리 | 경상북도 칠곡군 기산면 |
| 평사리 | 전북특별자치도 김제시 봉남면 전북특별자치도 정읍시 산외면 전라남도 순천시 낙안면 전라남도 여수시 돌산읍 경상북도 경산시 진량읍 (坪沙) 경상북도 경산시 진량읍 (平沙) 경상남도 하동군 악양면 |
| 평산리 | 충청북도 옥천군 동이면 충청북도 진천군 문백면 전라남도 나주시 남평읍 전라남도 무안군 현경면 전라남도 장성군 남면 경상북도 상주시 화동면 경상남도 남해군 남면 경상남도 합천군 용주면 |
| 평성리 | 경상남도 창원시 마산회원구 내서읍 |
| 평소리 | 충청남도 공주시 신풍면 |
| 평안리 | 강원특별자치도 평창군 미탄면 |
| 평암리 | 전라남도 해남군 북평면 경상남도 창원시 마산합포구 진전면 |
| 평양리 | 경상북도 청도군 청도읍 |
| 평온리 | 경상북도 상주시 화남면 |
| 평용리 | 전라남도 무안군 무안읍 |
| 평은리 | 경상북도 영주시 평은면 |
| 평장리 | 강원특별자치도 원주시 소초면 전라북도 익산시 왕궁면 전라북도 진안군 백운면 전라남도 곡성군 겸면 전라남도 담양군 대전면 전라남도 장흥군 장흥읍 |
| 평정리 | 충청남도 공주시 정안면 경상남도 함양군 백전면 |
| 평중리 | 전라남도 순천시 승주읍 |
| 평지리 | 전북특별자치도 고창군 고수면 전북특별자치도 고창군 해리면 전북특별자치도 진안군 마령면 전라남도 담양군 무정면 경상북도 고령군 쌍림면 경상북도 문경시 산양면 경상북도 상주시 내서면 경상남도 산청군 신등면 경상남도 창녕군 대합면 경상남도 합천군 쌍백면 |
| 평창리 | 경기도 용인시 처인구 양지면 |
| 평천리 | 충청남도 태안군 태안읍 경상북도 문경시 문경읍 경상북도 상주시 공성면 경상북도 영천시 임고면 |
| 평촌리 | 대구광역시 달성군 구지면 강원특별자치도 춘천시 동면 강원특별자치도 평창군 봉평면 충청남도 금산군 부리면 충청남도 아산시 송악면 충청남도 예산군 삽교읍 충청남도 예산군 응봉면 전북특별자치도 남원시 대강면 전북특별자치도 남원시 이백면 전북특별자치도 완주군 구이면 전라남도 순천시 낙안면 전라남도 순천시 황전면 경상북도 김천시 증산면 경상남도 밀양시 상남면 경상남도 산청군 금서면 경상남도 산청군 삼장면 경상남도 산청군 생초면 경상남도 의령군 궁류면 경상남도 진주시 이반성면 경상남도 하동군 청암면 경상남도 함양군 지곡면 |
| 평팔리 | 경상북도 안동시 일직면 |
| 평해리 | 경상북도 울진군 평해읍 |
| 평현리 | 경상남도 남해군 남해읍 |
| 평호리 | 대구광역시 군위군 소보면 전라남도 보성군 겸백면 전라남도 해남군 화산면 |
| 평화리 | 전라남도 장흥군 장흥읍 경상남도 사천시 사천읍 |
| 평활리 | 전라남도 해남군 삼산면 |
| 포리   | 경상북도 고령군 우곡면 경상북도 예천군 감천면 |
| 포남리 | 경상북도 칠곡군 석적읍 |
| 포내리 | 경기도 김포시 월곶면 전북특별자치도 무주군 적상면 경상북도 문경시 영순면 |
| 포동리 | 강원특별자치도 횡성군 갑천면 |
| 포두리 | 경상남도 합천군 덕곡면 |
| 포산리 | 전라남도 진도군 진도읍 경상북도 영양군 석보면 |
| 포상리 | 경상북도 구미시 선산읍 경상남도 남해군 고현면 |
| 포월리 | 강원특별자치도 양양군 양양읍 |
| 포전리 | 충청북도 제천시 금성면 충청북도 제천시 송학면 |
| 포지리 | 충청남도 태안군 이원면 |
| 포진리 | 강원특별자치도 원주시 문막읍 |
| 포천리 | 전라남도 영광군 군남면 |
| 포춘리 | 경기도 연천군 백학면 |
| 포탄리 | 충청북도 충주시 동량면 |
| 표교리 | 경기도 이천시 마장면 |
| 표선리 | 제주특별자치도 서귀포시 표선면 |
| 표정리 | 충청남도 논산시 연산면 |
| 품걸리 | 강원특별자치도 춘천시 동면 |
| 품곡리 | 충청북도 청주시 상당구 문의면 |
| 품안리 | 강원특별자치도 춘천시 동면 |
| 품평리 | 전라남도 화순군 이양면 |
| 풍계리 | 경기도 이천시 장호원읍 충청남도 보령시 미산면 |
| 풍곡리 | 경기도 김포시 고촌읍 강원특별자치도 삼척시 가곡면 |
| 풍길리 | 전라남도 장흥군 용산면 |
| 풍남리 | 전라남도 고흥군 풍양면 |
| 풍동리 | 강원특별자치도 철원군 원남면 전라남도 강진군 군동면 |
| 풍류리 | 전라남도 고흥군 두원면 |
| 풍리리 | 경상북도 의성군 봉양면 |
| 풍림리 | 전라남도 나주시 남평읍 |
| 풍산리 | 강원특별자치도 화천군 화천읍 충청남도 보령시 미산면 전라북도 남원시 대강면 전라남도 나주시 다도면 |
| 풍서리 | 충청남도 천안시 동남구 풍세면 |
| 풍수리 | 전라남도 담양군 수북면 |
| 풍신리 | 경상북도 예천군 풍양면 |
| 풍암리 | 강원특별자치도 철원군 근남면 강원특별자치도 홍천군 서석면 전라남도 담양군 가사문학면 전라남도 화순군 청풍면 |
| 풍월리 | 전라북도 정읍시 영원면 |
| 풍전리 | 충청남도 서산시 인지면 |
| 풍정리 | 충청북도 청주시 청원구 내수읍 충청남도 서천군 시초면 경상북도 봉화군 법전면 경상북도 예천군 개포면 경상남도 사천시 정동면 |
| 풍조리 | 경상남도 창녕군 유어면 |
| 풍천리 | 강원특별자치도 홍천군 화촌면 |
| 풍촌리 | 전라북도 남원시 대산면 |
| 풍취리 | 충청북도 보은군 보은읍 |
| 풍호리 | 경상북도 봉화군 명호면 |
| 풍화리 | 경상남도 통영시 산양읍 |
| 피서리 | 전라남도 무안군 망운면 |
| 필봉리 | 전북특별자치도 임실군 강진면 |
| 필산리 | 경기도 안성시 양성면 |
| 필암리 | 전라남도 장성군 황룡면 |
| 필화리 | 경상북도 포항시 북구 청하면 |

## 같이 보기
- 대한민국의 행정 구역 목록